# Rainer Malkowski

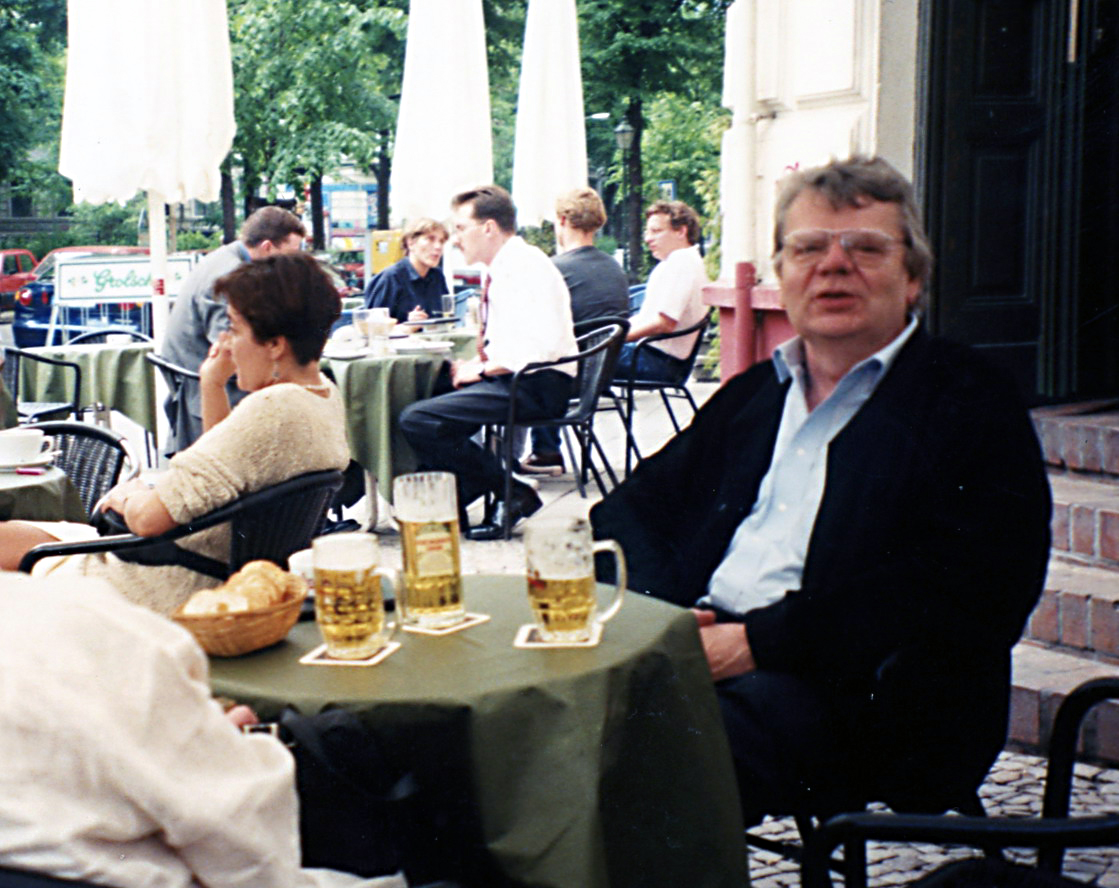
Rainer Malkowski 1997 am Berliner Kollwitzplatz

Rainer Malkowski (* 26. Dezember 1939 in Berlin; † 1. September 2003 in Brannenburg) war ein deutscher Lyriker.

## Leben
Malkowski wuchs in Berlin-Tempelhof auf, besuchte dort die Askanische Oberschule und arbeitete zunächst in Berliner Zeitungsverlagen. Bis 1972 war Malkowski Geschäftsführer und Teilhaber einer Werbeagentur in Düsseldorf. Danach zog er mit seiner Frau ins bayerische Brannenburg um, wo er bis zu seinem Tod lebte und als Lyriker an die Öffentlichkeit trat.
Malkowski gelang es, sich bereits mit seinem ersten Gedichtband als Lyriker zu etablieren. Mit einem lakonischen Ton schuf er Gedichte, in denen die Natur eine Hauptrolle spielt und die eine große Affinität zur Neuen Subjektivität aufweisen. Ihm ging es vor allem ums Beobachten und das sich vergewissernde Bewusstsein des Beobachtens. 
Rainer Malkowski erlag im Alter von 63 Jahren in seiner langjährigen Wahlheimat Brannenburg einer sieben Jahre zuvor diagnostizierten Krebserkrankung. Einige Monate zuvor, im Frühjahr 2003, erschien sein letztes Buch, eine Nachdichtung von Hartmann von Aues "Armen Heinrich".
Er und seine Frau, die ihn um 18 Jahre überlebte, vererbten ihr Brannenburger Wohnhaus, ein aufwendig umgebautes, einstiges Bauernhaus, samt Stiftungsgeldern für Literaturpreise der Bayerischen Akademie der Schönen Künste. Die eröffnete die zu ihren Zwecken umgestaltete "Villa Malkowski" im Oktober 2023 als Stipendiatenhaus und Künstlerbegegnungsstätte.
Malkowski war Mitglied der Bayerischen Akademie der Schönen Künste in München, der Akademie der Wissenschaften und der Literatur Mainz sowie der Freien Akademie Mannheim.
Seit 2006 wird der Rainer-Malkowski-Preis von der Bayerischen Akademie der Schönen Künste im Auftrag der Rainer Malkowski Stiftung verliehen. Diese von der Akademie verwaltete Stiftung hatte seine Frau nach dessen Tod in seinem Sinne gegründet. Der Preis ist mit 30.000 Euro dotiert und mit Stipendien gekoppelt.

## Auszeichnungen
- 1976: Bayerischer Kunstförderpreis
- 1977: Förderpreis zum Hermann-Hesse-Preis
- 1977: Förderpreis der Stadt Karlsruhe
- 1979: Leonce-und-Lena-Preis
- 1979: Villa-Massimo-Stipendium
- 1985: Writer in residence am Oberlin College in Ohio
- 1989: Märkisches Stipendium für Literatur
- 1999: Joseph-Breitbach-Preis

## Werke
- Was für ein Morgen. Gedichte. Suhrkamp Verlag, Frankfurt am Main 1975.
- Einladung ins Freie. Gedichte. Suhrkamp Verlag, Frankfurt am Main 1977.
- Vom Rätsel ein Stück. Gedichte. Suhrkamp Verlag, Frankfurt am Main 1980.
- Hrsg.: Das Insel-Buch zur Mitternacht. (Anthologie). Insel Verlag, Frankfurt am Main 1981.
- Zu Gast. Gedichte. Suhrkamp Verlag, Frankfurt am Main 1983.
- Hrsg.: Das Insel-Buch der Tröstungen. (Anthologie). Insel Verlag, Frankfurt am Main 1984.
- Was auch immer geschieht. Gedichte. Suhrkamp Verlag, Frankfurt am Main 1986.
- Hrsg.: Von Tugenden und Lastern. Insel Verlag, Frankfurt am Main 1987.
- Gedichte. Eine Auswahl. Suhrkamp Verlag, Frankfurt am Main 1989.
- Das Meer steht auf. Gedichte. Suhrkamp Verlag, Frankfurt am Main 1989.
- Hrsg.: Vom Meer, von Flüssen und Seen. Insel Verlag, Frankfurt am Main 1990.
- Ein Tag für Impressionisten und andere Gedichte. Suhrkamp Verlag, Frankfurt am Main 1994.
- Hunger und Durst. Gedichte. Suhrkamp Verlag, Frankfurt am Main 1997.
- Im Dunkeln wird man schneller betrunken, Hinterkopfgeschichten. Nagel & Kimche, Zürich 2000.
- Die Herkunft der Uhr. Gedichte. Carl Hanser Verlag, München/Wien 2004 (postum).
- Nachdichtung: Der arme Heinrich. Gedicht von Hartmann von Aue. Carl Hanser-Verlag, München/Wien 2005 (postum).
- Die Gedichte. Mit einem Nachwort von Nico Bleutge. Wallstein Verlag, Göttingen 2009 (postume Zusammenfassung aller Gedichte).
- Poesiealbum 386. Märkischer Verlag, Wilhelmshorst 2024 (postum).

Briefwechsel
- Hermann Lenz – Rainer Malkowski: Als gingen wir ein Stück zusammen. Briefwechsel 1991–1998. Herausgegeben von Renate von Doemming. Verlag Ulrich Keicher, Warmbronn 2007.